# Larinopoda lara
Larinopoda lara är en fjärilsart som beskrevs av Otto Staudinger 1892. Larinopoda lara ingår i släktet Larinopoda och familjen juvelvingar. Inga underarter finns listade i Catalogue of Life.